# 寅次郎的故事35 寅次郎恋爱补习班
《寅次郎的故事35 寅次郎恋爱补习班》（日語：男はつらいよ 寅次郎恋愛塾）是一部1985年上映的日本喜剧电影，亦是《寅次郎的故事系列》的第三十五部剧场版作品。由山田洋次导演，渥美清、倍赏千惠子、前田吟、下条正巳、三崎千惠子及樋口可南子等等主演。于1985年8月3日上映。

## 剧情简介
在长崎旅行中，寅次郎见一位年迈的老太太不小心摔倒了，就和同伴上去帮助，当晚他们住在老人家里，和老人开怀畅饮，载歌载舞，小屋里传来少有的欢笑声。
谁知道，老人就这样走了。当家人赶来奔丧时，寅次郎认识了老人的孙女，她的母亲当年被人欺骗后生下她这个私生子，因不被世人所容而自杀。背着沉重的包袱在别人的白眼下长大的她非常珍惜得到寅次郎的帮助，庆幸在老人的最后时刻寅次郎给她带来了快乐。
她刚刚从印刷公司被辞退，寅次郎热情帮助，阿博受哥哥之托不敢懈怠，很快为她找到了工作。寅次郎看出住在她楼下攻读法律的小伙子在暗恋她，就想办法为他们牵线搭桥，使失去亲人的她感受到家的温暖。 

## 主要演员
- 车寅次郎（寅次郎）：渥美清
- 诹访樱：倍赏千惠子
- 江上若菜：樋口可南子
- 酒田民夫：平田满
- 车龙造（外甥）：下条正巳
- 车つね（姑妈）：三崎千惠子
- 诹访博：前田吟
- 桂梅太郎（タコ社长）：太宰久雄
- 源公：佐藤蛾次郎
- 诹访满男：吉冈秀隆
- 桂明美：美保纯
- 御前样：笠智众
- 小春：杉山德子
- 江上ハマ：初井言荣
- 旅馆少女：田中世津子
- 旅途的云水：梅津栄
- 遮阳伞的女：藤川洋子
- ポンシュウ：关敬六
- 牛山教授：松村达雄
- 印刷公司面试官：岛田顺司
- 印刷公司面试官：园田裕久

## 奖项
该电影由作曲家山本直纯获得第10届日本电影金像奖之最佳原创音乐奖的提名奖项。

### 英文
- . 英国电影协会.   [2014-08-09]. （原始内容存档于2014-08-09） （英语）.
- 互联网电影数据库（IMDb）上《Otoko wa tsurai yo: Torajirô ren'ai juku (1985)》的资料（英文）
- Galbraith IV, Stuart. . DVD Talk. 2007-10-20  [2014-08-09]. （原始内容存档于2014-08-12） （英语）.

### 德文
- . www.molodezhnaja.ch.   [2014-08-09]. （原始内容存档于2013-05-20） （德语）.

### 日文
- . www.allcinema.net.   [2014-08-09]. （原始内容存档于2013-12-07） （日语）.
- . 日本电影院数据库（日本文化厅）.   [2014-08-09]. （原始内容存档于2012-03-11） （日语）. 外部链接存在于|publisher= (帮助)
- . 日本电影数据库.   [2014-08-09]. （原始内容存档于2013-11-05） （日语）.
- . 电影旬报.   [2014-08-09]. （原始内容存档于2012-06-23） （日语）.

### 中文
- . 豆瓣电影.   [2014-08-09]. （原始内容存档于2014-08-09）.